# Königinstraße (München)
Die Königinstraße ist eine Straße in München. Sie verläuft westlich des Englischen Gartens von der Von-der-Tann-Straße im Stadtteil Maxvorstadt nach Norden und zur Maria-Josepha-Straße und Mandlstraße im Ensemble Alt-Schwabing.

## Beschreibung
An der Königinstraße 5 steht das Amerikanische Generalkonsulat. Auf Grund der Sicherheitsvorkehrungen ist eine Einfahrt in die Königinstraße von der Von-der-Tann-Straße kommend durch Straßenfahrzeuge nicht mehr möglich.
Auf dem Anwesen zur heutigen Hausnummer 28, damals noch Wiesenstraße, befand sich von 1862 an der private Zoologische Garten Benedikt. In der damaligen Wiesenstraße 6 (heute ebenfalls Königinstraße) befand sich das homöopathische Spital von Joseph Buchner, homöopathischer Hausarzt am Hof König Max II. von Bayern und Honorarprofessor an der LMU, zwecks „unentgeltlicher Behandlung armer Dienstboten, Familienmitglieder und Arbeiter“.

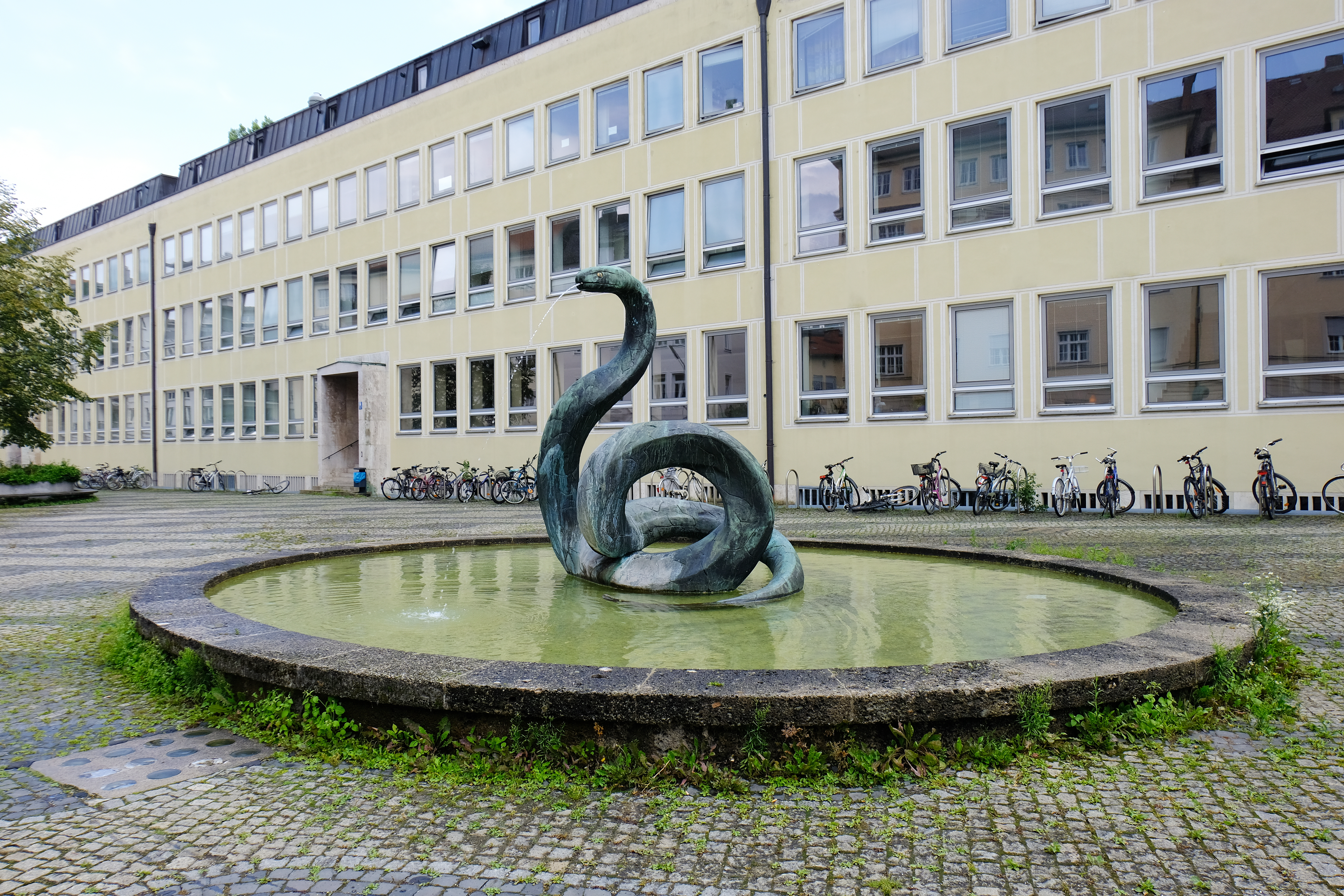
Der Schlangenbrunnen vor der Tierklinik an der Königinstraße (2019)

Weiter nördlich liegt das Stammgelände der Tierärztlichen Fakultät (jedoch mit Adresse Veterinärstraße 13). In diesem Bereich befindet sich auch das Nano-Institut München (LMU); das Gebäude ging aus einem Realisierungswettbewerb mit städtebaulichem und landschaftsplanerischem Ideenteil hervor. Dieser Bau sollte Teil eines größeren Neubauprojekts für einen Physik-Campus der LMU sein, das jedoch Stand 2023 noch nicht zustande kam. Für den Neubau hätte die Veterinär-Klinik abgerissen werden sollen, der Abriss wurde jedoch im Juli 2023 durch den Verwaltungsgerichtshof zumindest so lange gestoppt, bis über eine Normenkontrollklage zum Denkmalschutz entschieden ist. Der Baukomplex der um 1900 erbauten Veterinär-Klinik der Ludwig-Maximilians-Universität, darunter ein 1902 erbautes Jugendstilgebäude mit aus Jura-Marmor errichteten Treppenhäusern mit schmiedeeisernen Jugendstil-Geländern, war nach Einschätzung des staatlichen Bauamts in München „als denkmalwürdig einzustufen“, wurde vom Landesamt für Denkmalpflege aber nicht auf die Liste der schützenswerten Gebäude gesetzt.
Bereits in Schwabing, mit der Hausnummer 34, liegt die Universitätsreitschule München. In der Königinstraße 23 befindet sich in einem reich gegliederten denkmalgeschützten neobarocken Gebäude der Hauptsitz der BayBG Bayerischen Beteiligungsgesellschaft.
Mit dem denkmalgeschützten Hauptgebäude mit Schmuckhof der Münchener Rückversicherung in der Königinstraße 107 sowie dem ebenfalls denkmalgeschützten Hauptsitz der Allianz SE in der Hausnummer 28 ist die Königinstraße die einzige deutsche Straße, in der gleich zwei DAX-Unternehmen ihren Sitz haben. Weitere renommierte Finanzdienstleister in der Straße sind die LfA Förderbank Bayern und die Bayerische Beteiligungsgesellschaft (BayBG). In der Königinstraße 49 befindet sich das Corpshaus des Corps Palatia München.
Insgesamt sind aus der 1,45 km langen Straße 21 denkmalgeschützte Objekte auf den Listen der Baudenkmäler in der Maxvorstadt und Schwabings aufgeführt. An der Ecke Königinstraße – Maria-Josepha-Straße – Mandlstraße beginnt das geschützte Bauensemble Altschwabing. In der Königinstraße 85 befindet sich ein 1906 von Martin Dülfer erbauter Jugendstilbau, der zusammen mit den Gebäuden in der Ohmstraße 13, 15 und 17 als „Ensemble Ohmstraße“ (E-1-62-000-46) geschützt ist.
2016 wurde die Königinstraße Pilot für ein neues Gemeinschaftsprojekt von BMW und der Stadt München, bei dem Straßenlaternen als Ladestationen für Elektroautos genutzt wurden.

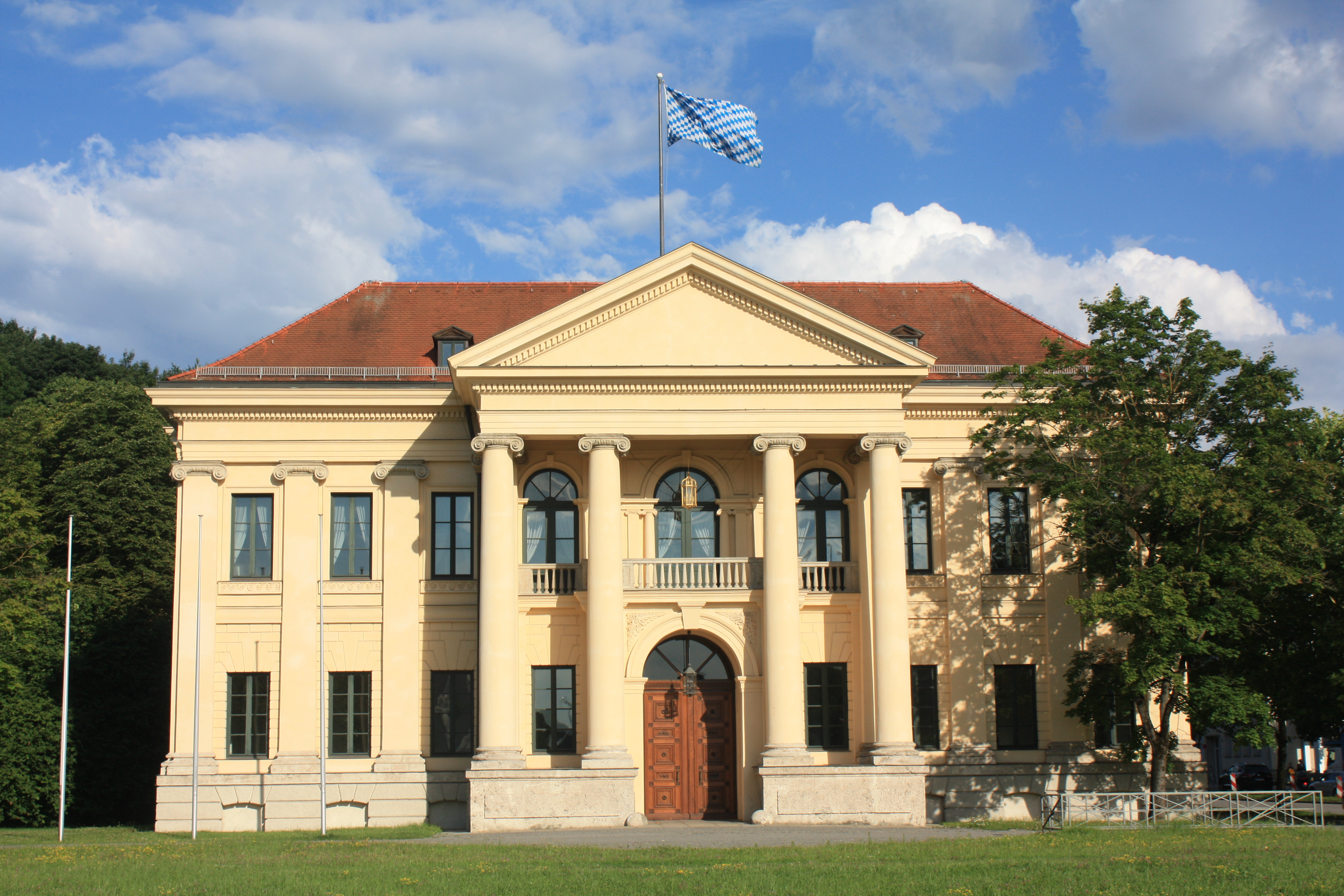
Prinz-Carl-Palais
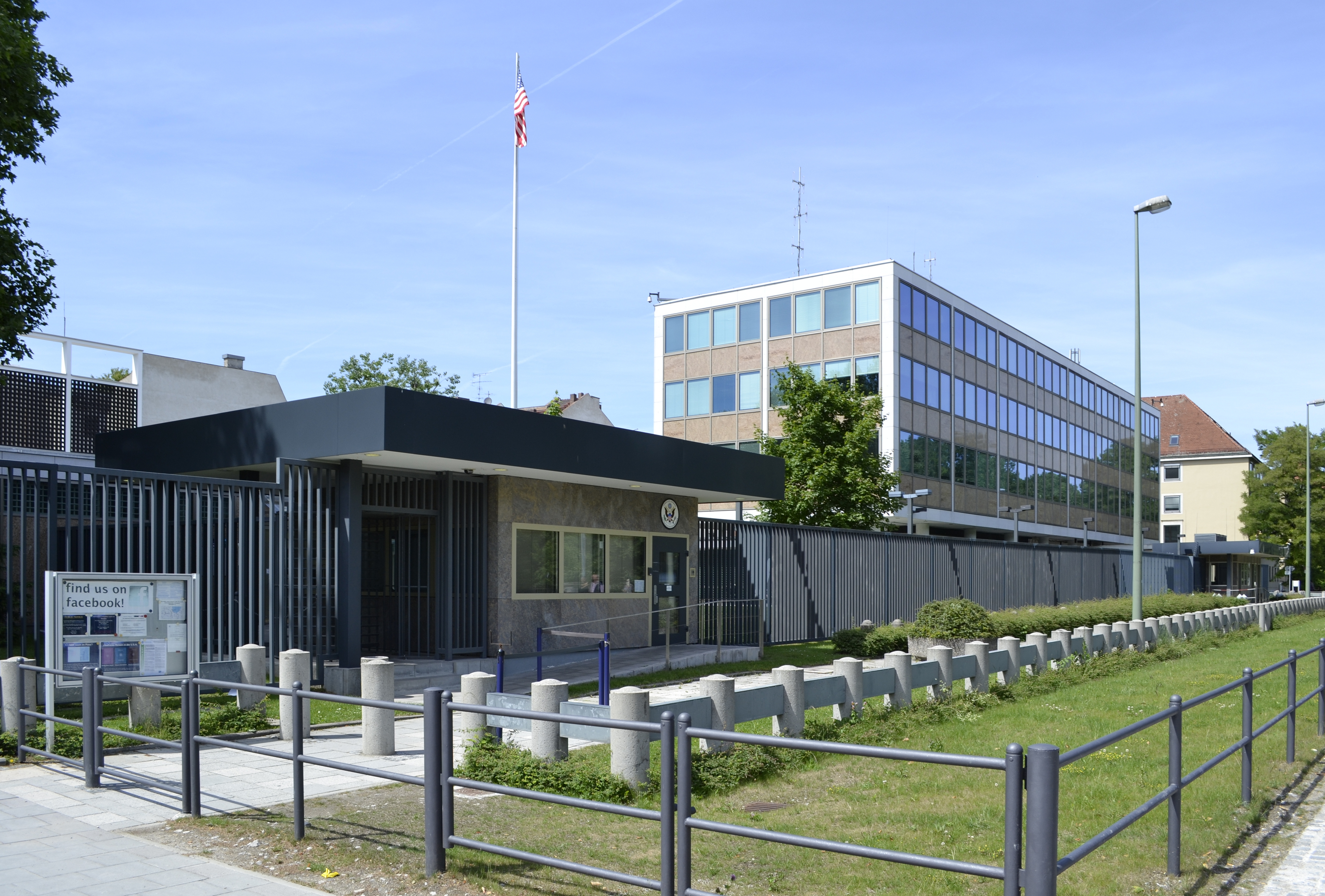
Amerikanisches Generalkonsulat
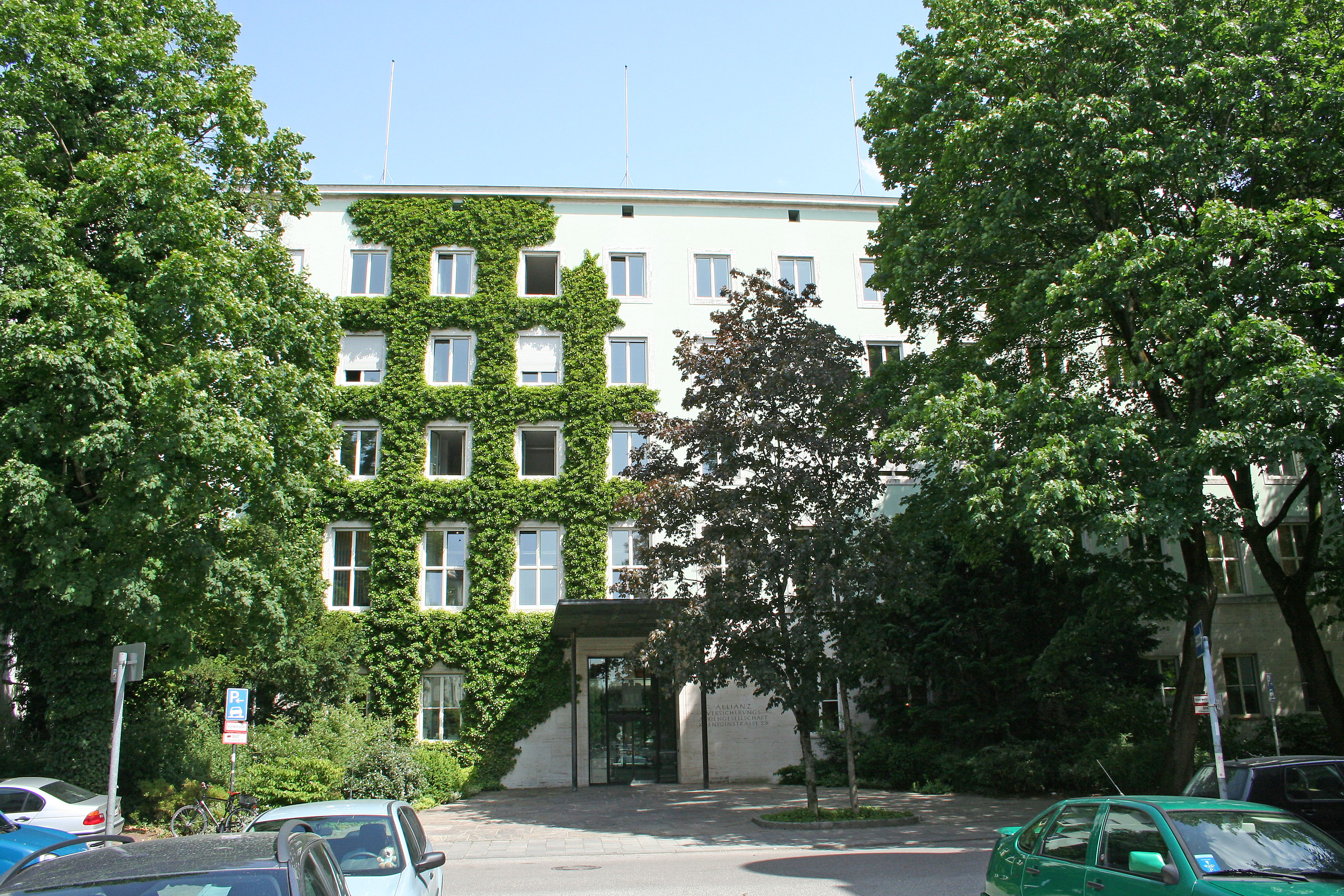
Generaldirektion der Allianz SE in der Königinstr. 28
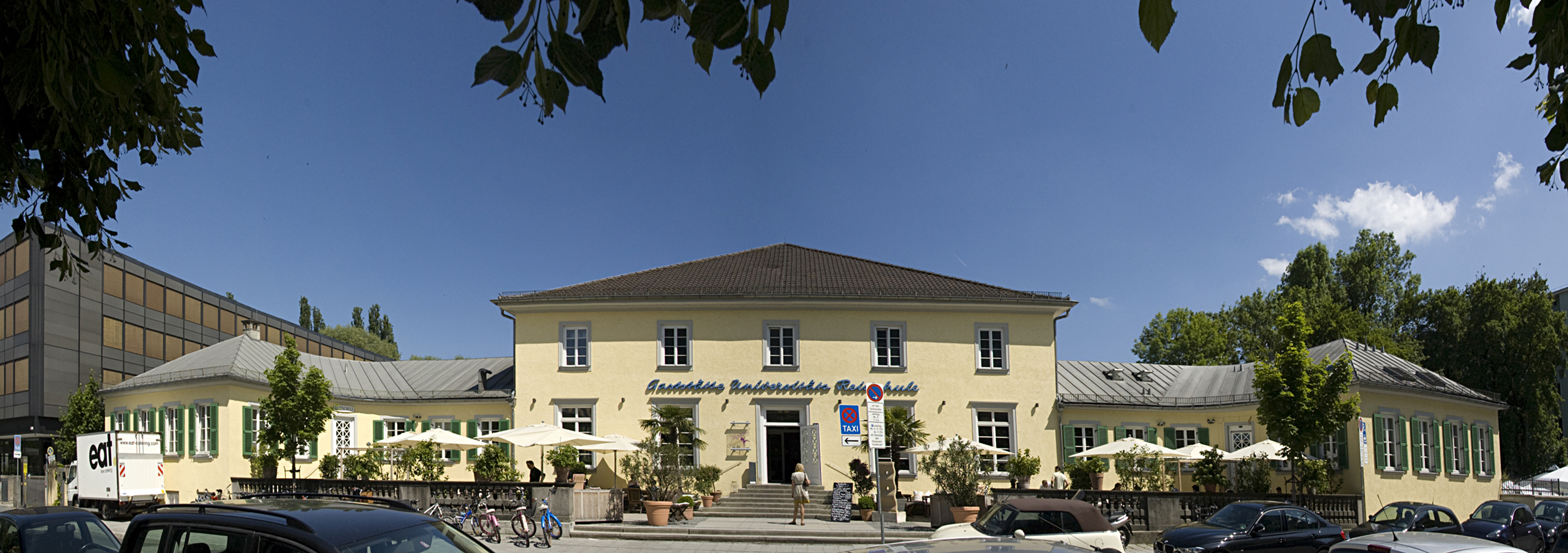
Universitätsreitschule
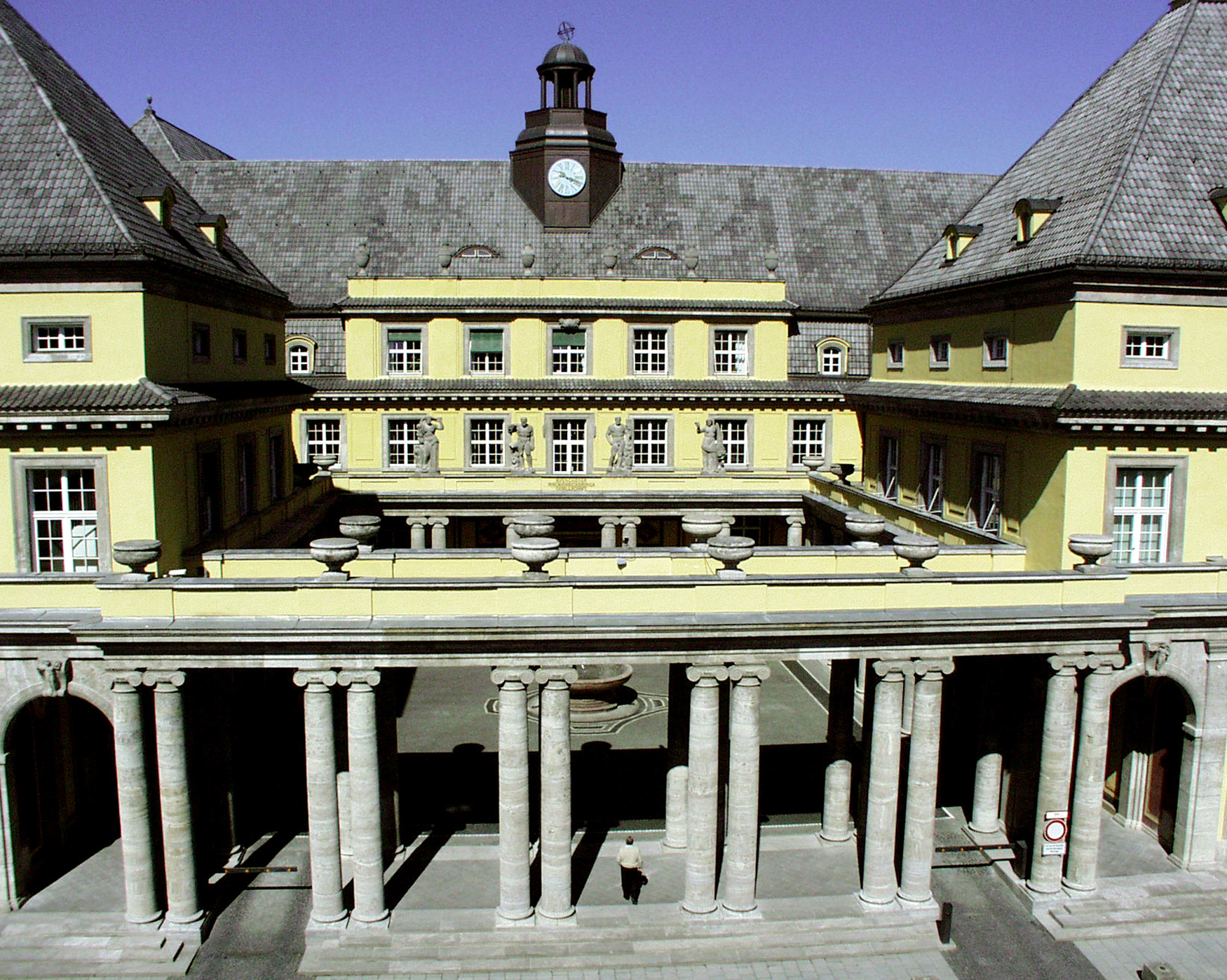
Hauptgebäude der Münchener Rück mit Schmuckhof
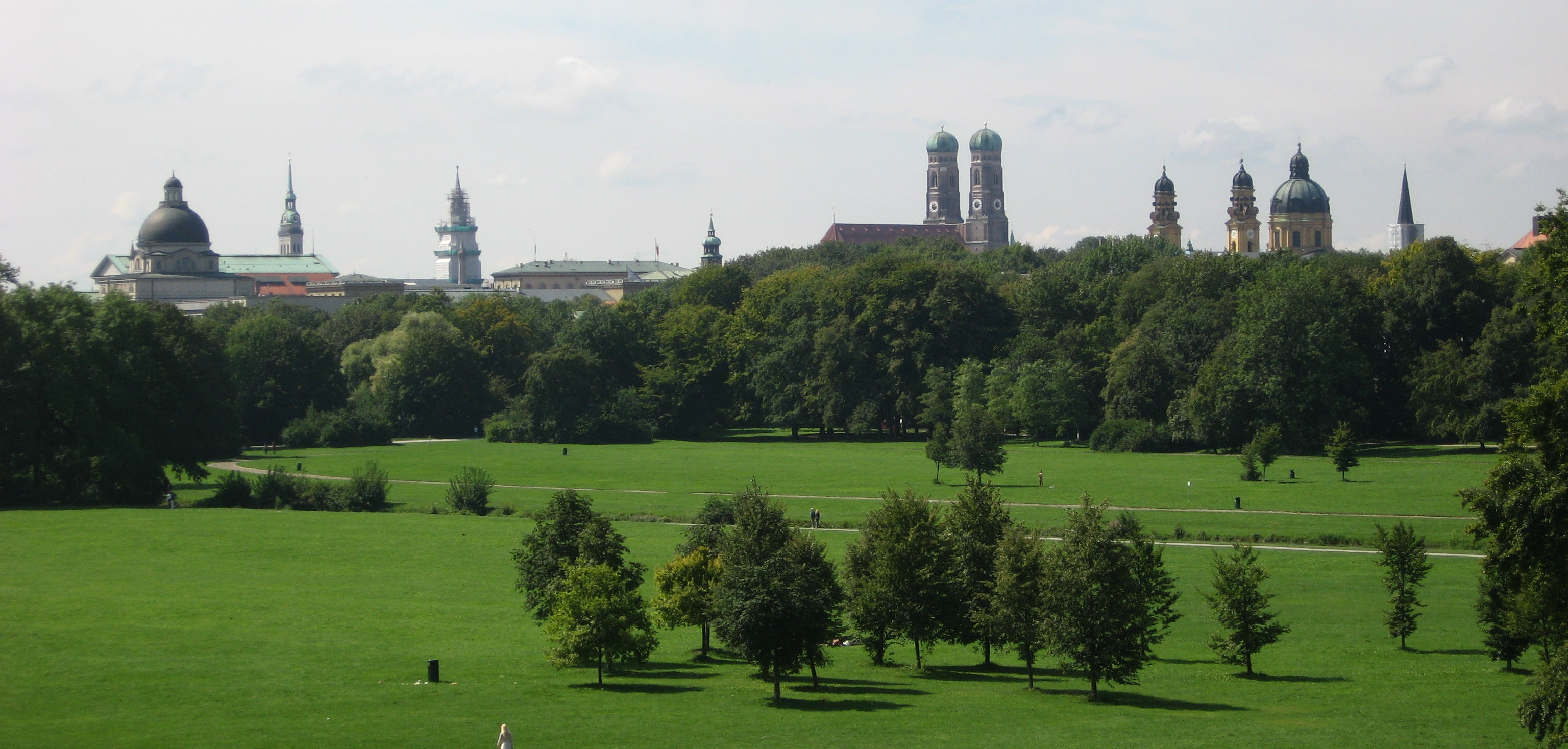
Englischer Garten mit Blick Richtung Königinstraße
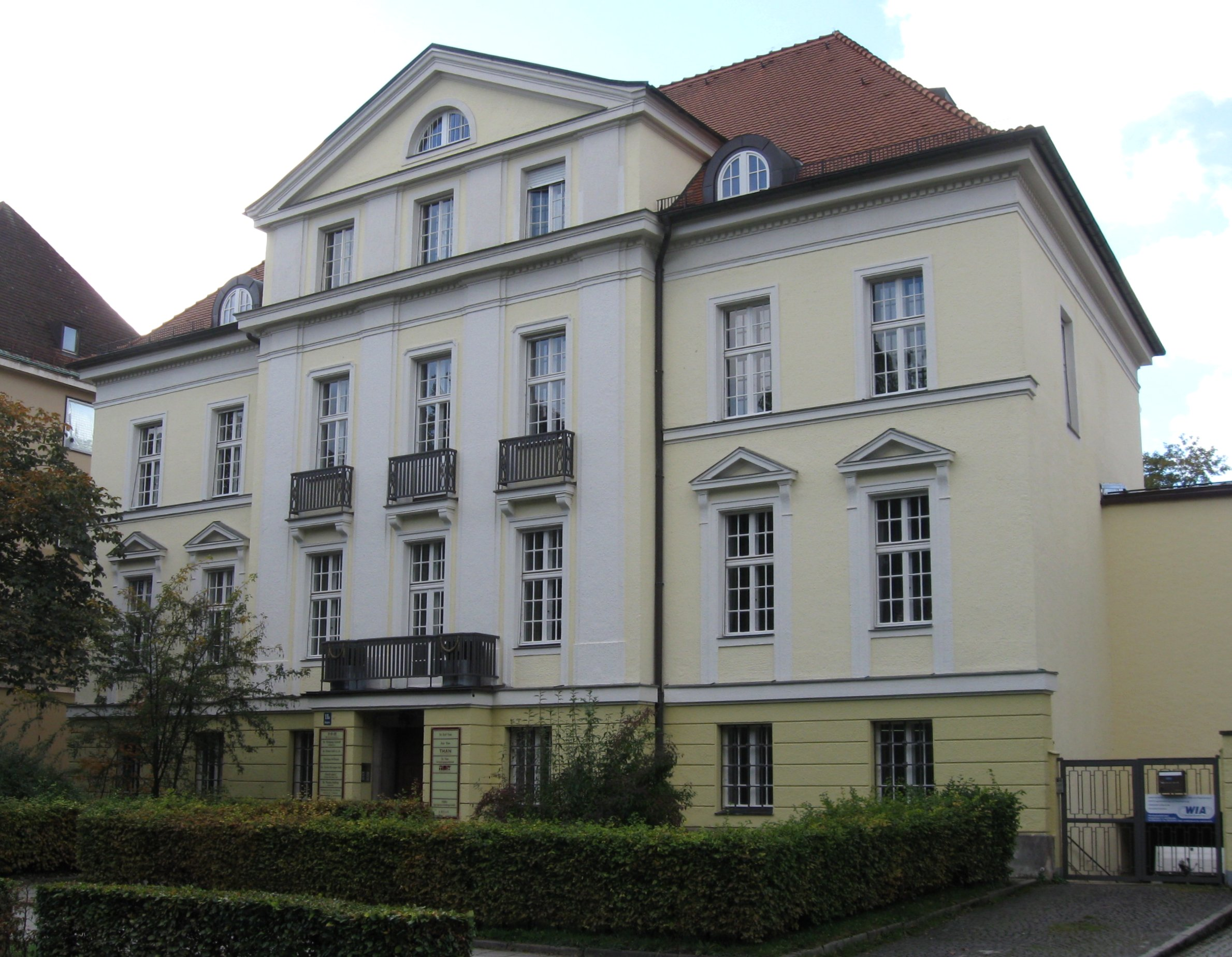
Palais von 1913/14 in der Königinstraße 11a
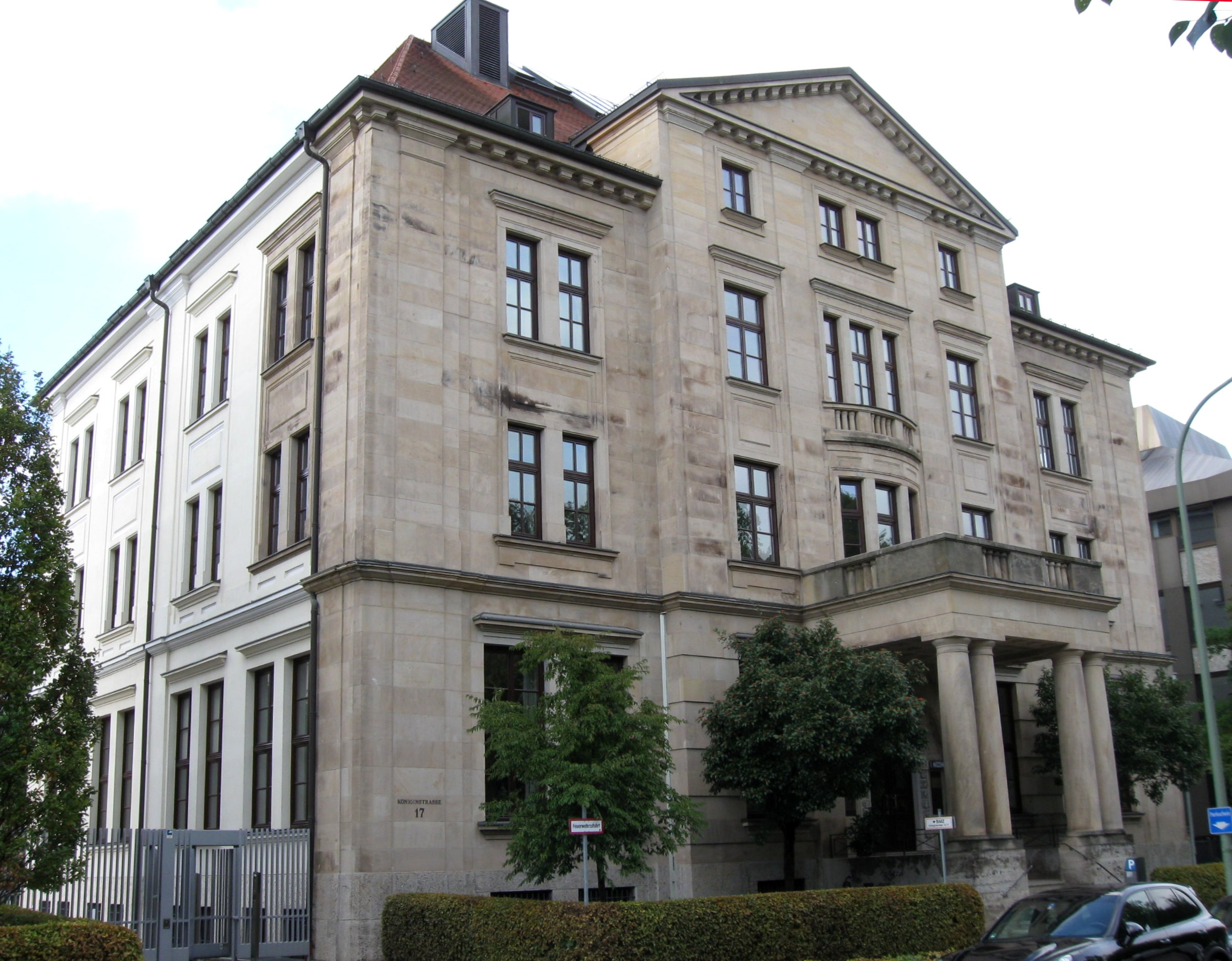
LfA Förderbank Bayern in Königinstr. 17
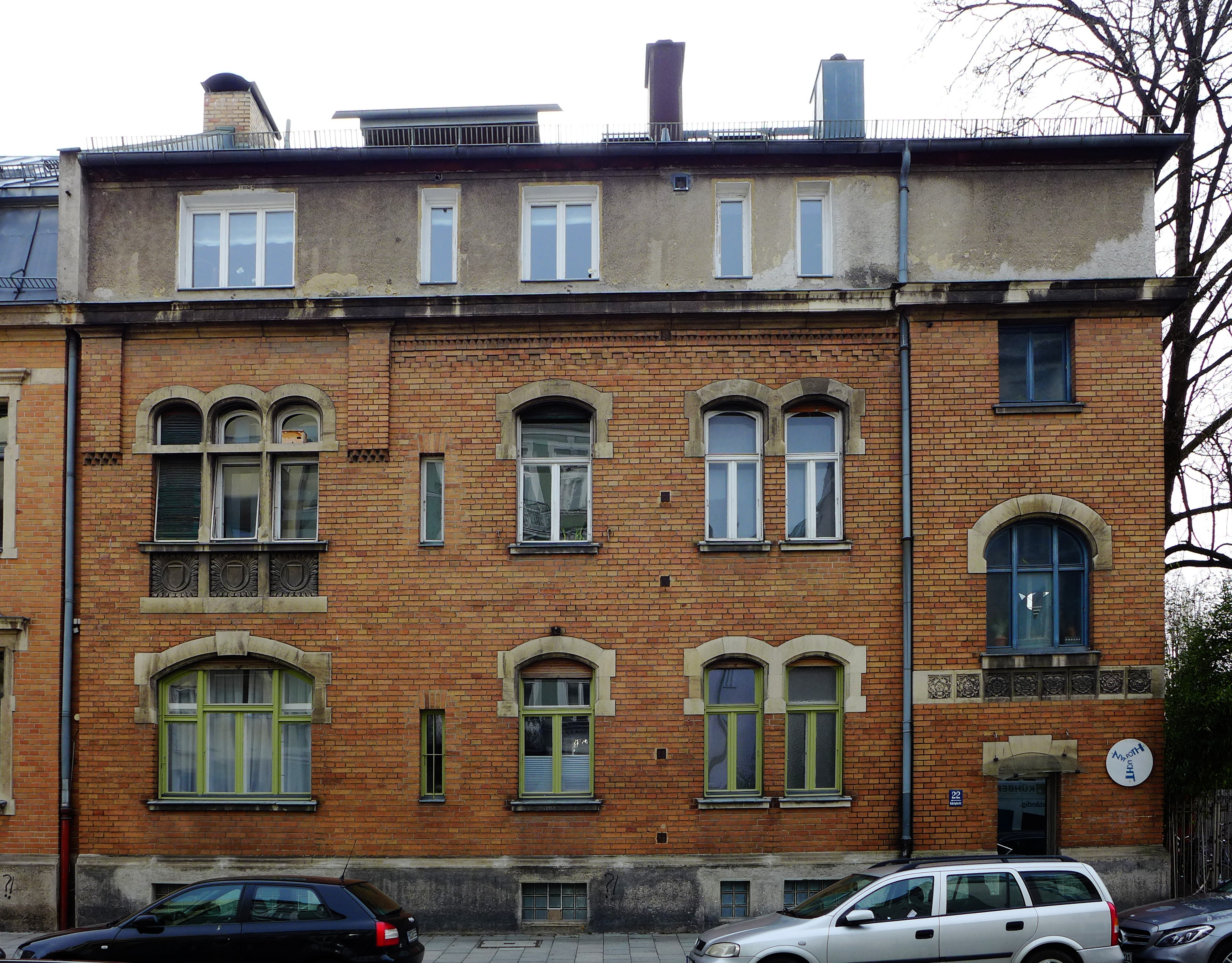
Neurenaissance-Villa aus dem Ende des 19. Jahrhunderts in der Königinstr. 22
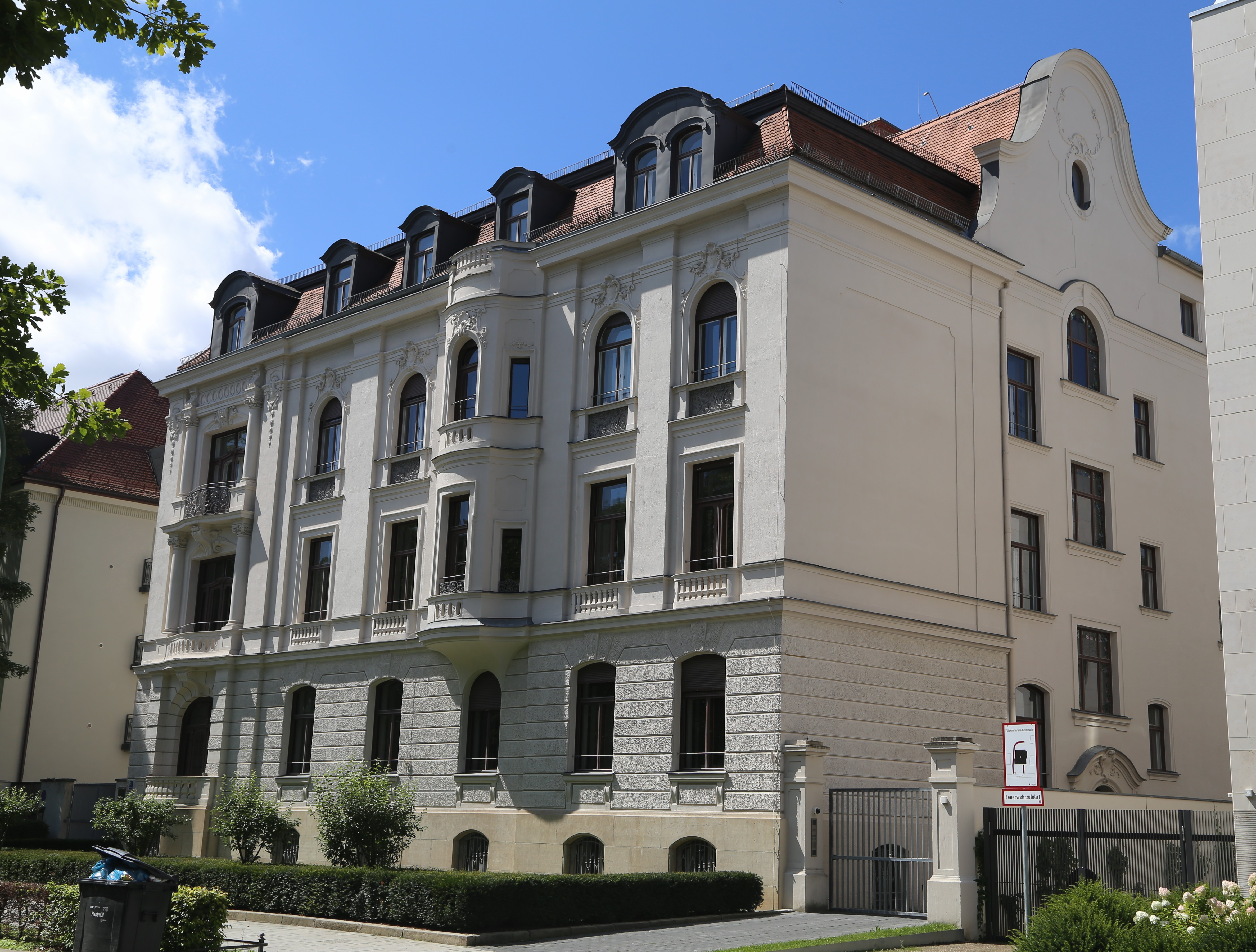
Hauptsitz der BayBG Bayerische Beteiligungsgesellschaft in der Königinstr. 23
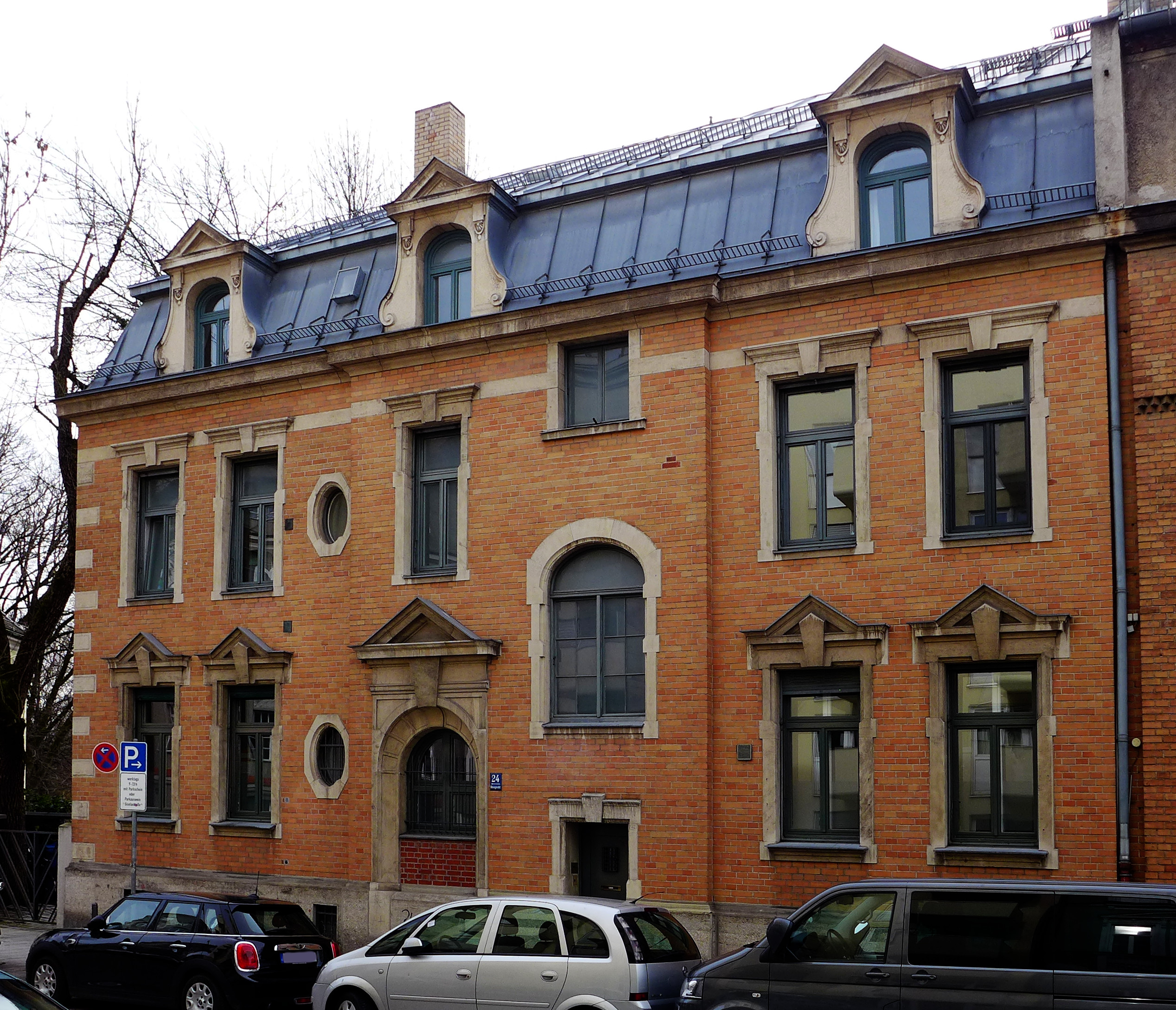
Neurenaissance-Villa in der Königinstr. 24
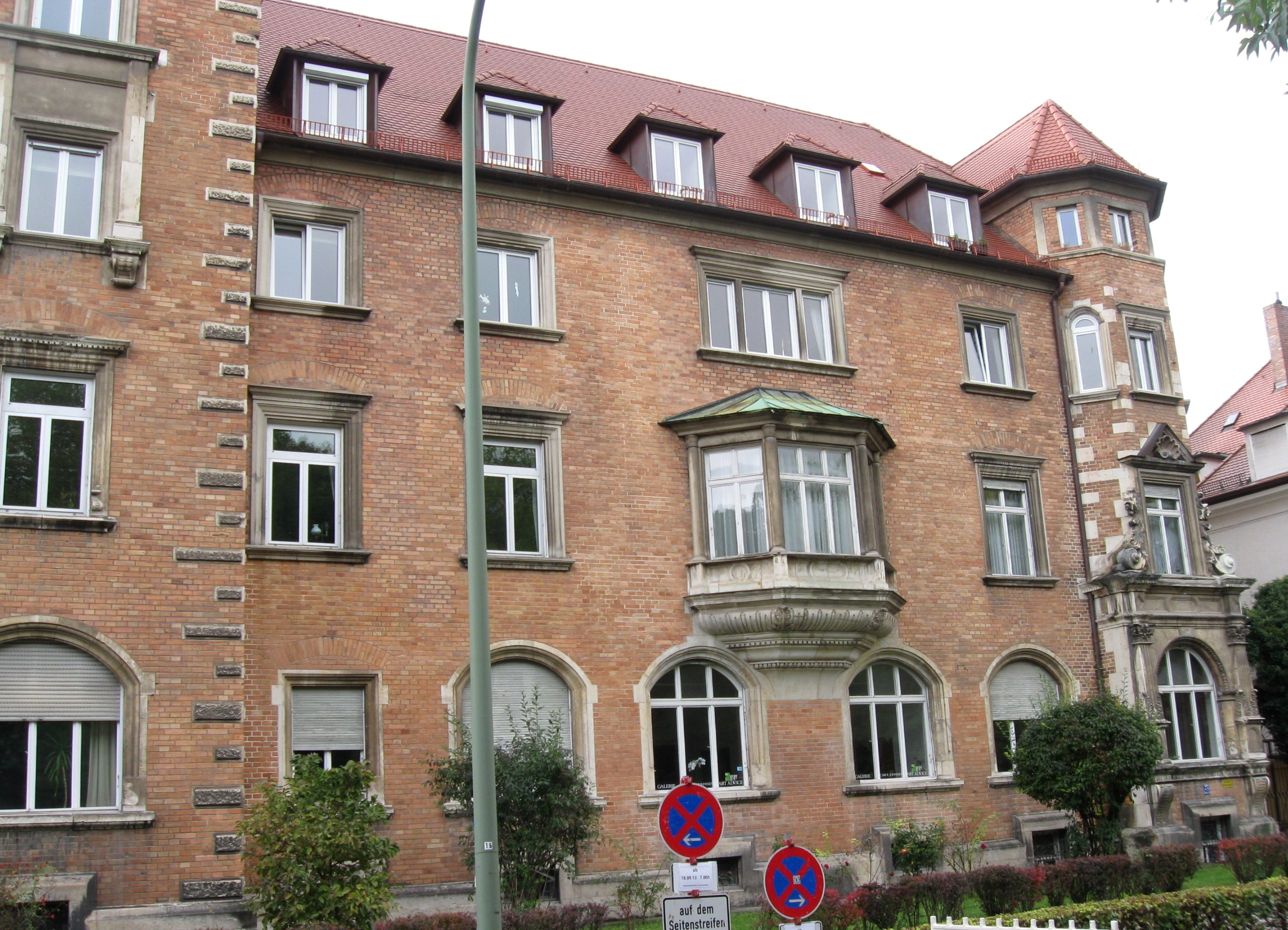
1893 erbautes Haus des Malers Franz Defregger in der Königinstr. 27
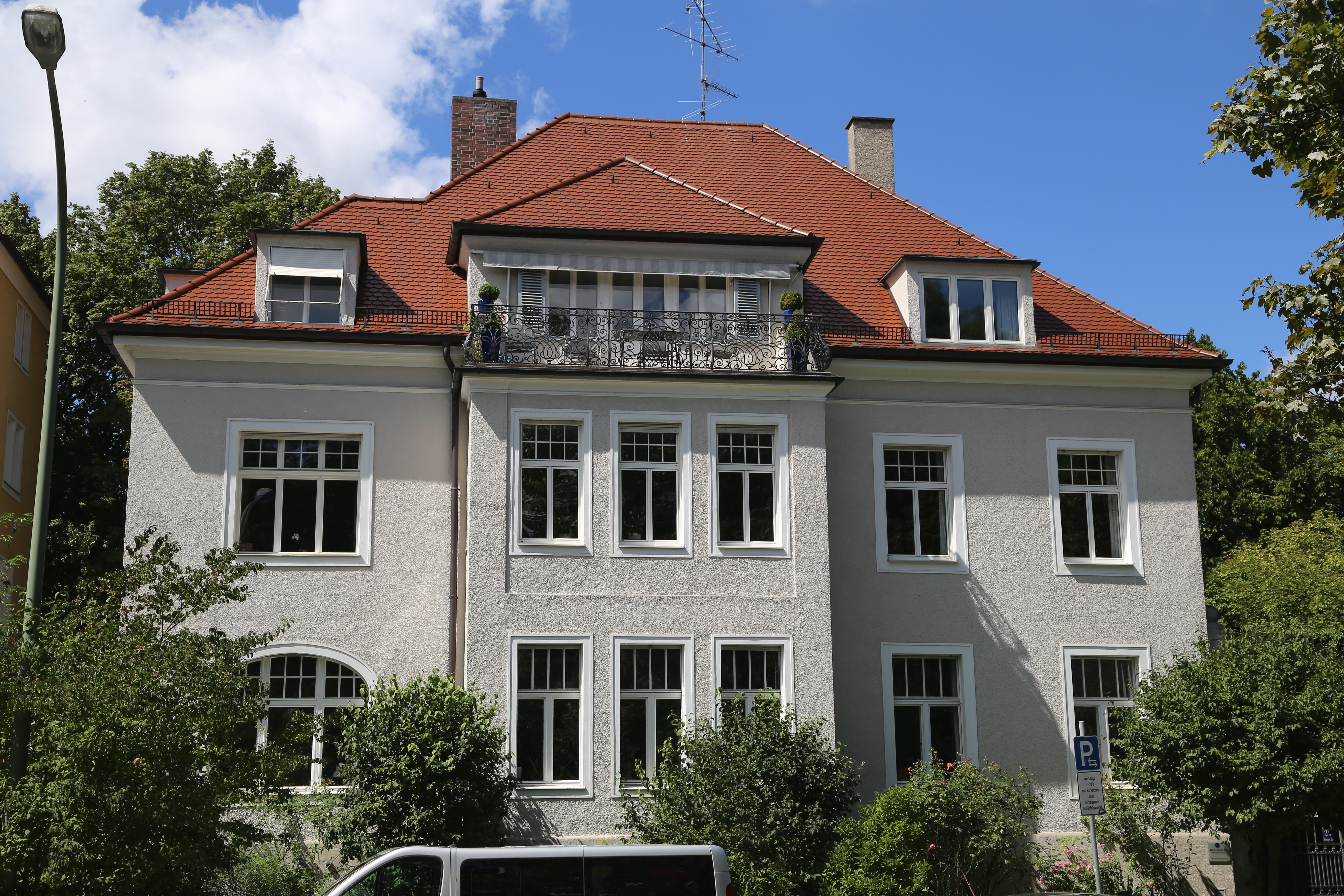
Villa in der Königinstr. 29
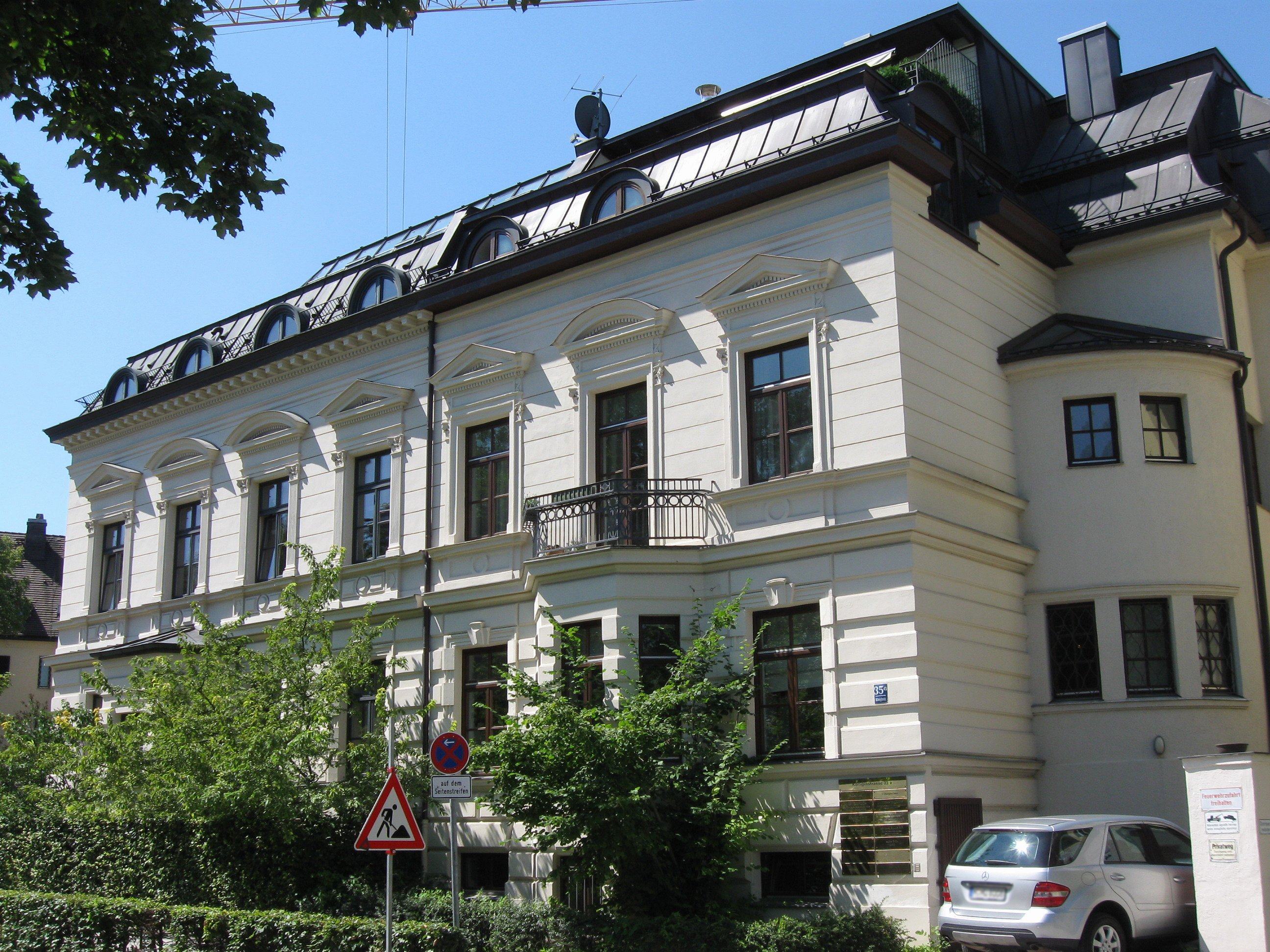
Neurenaissance-Wohnhaus in der Königinstr. 35
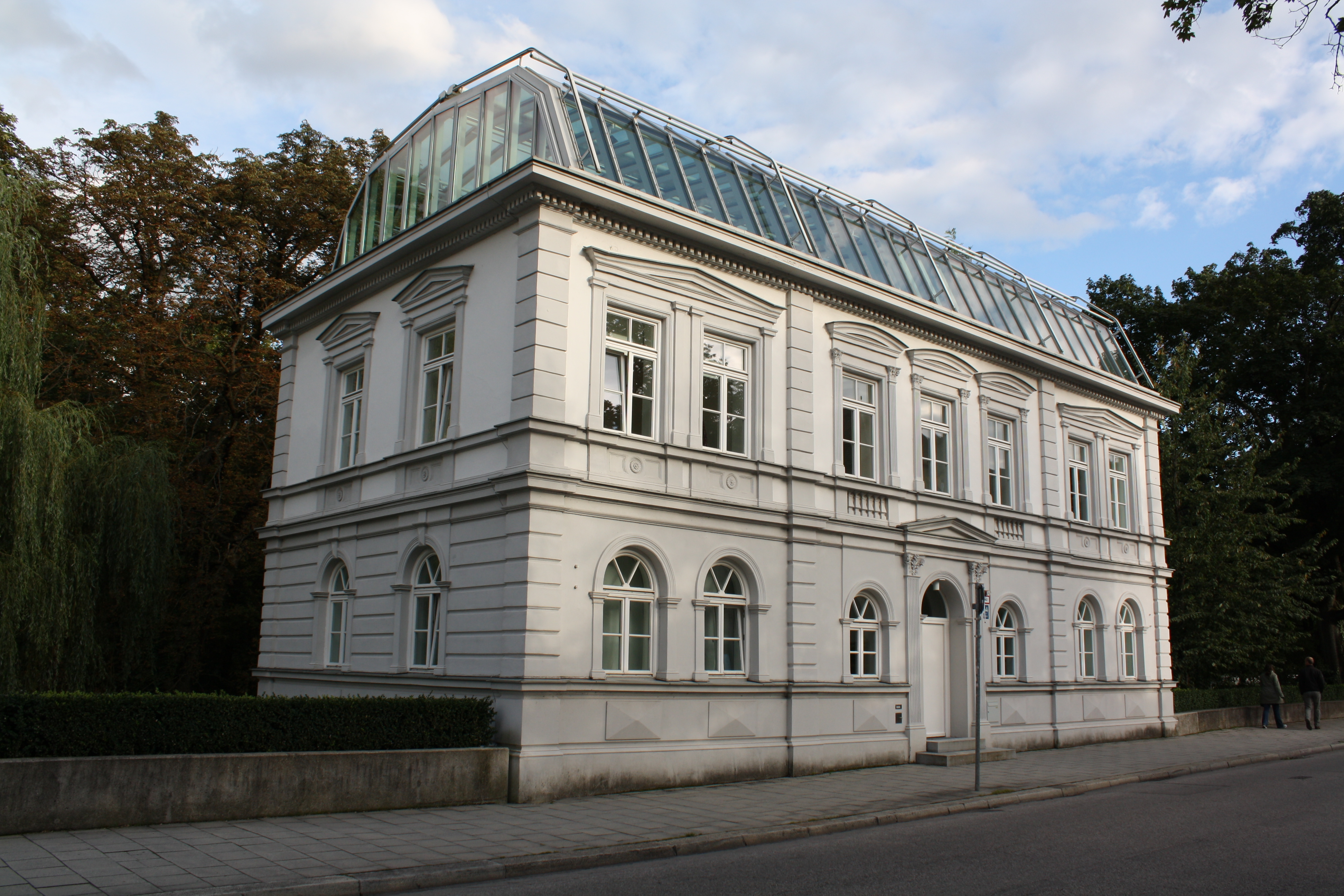
Alois-Alzheimer-Haus (Gästehaus der Münchener Rück)
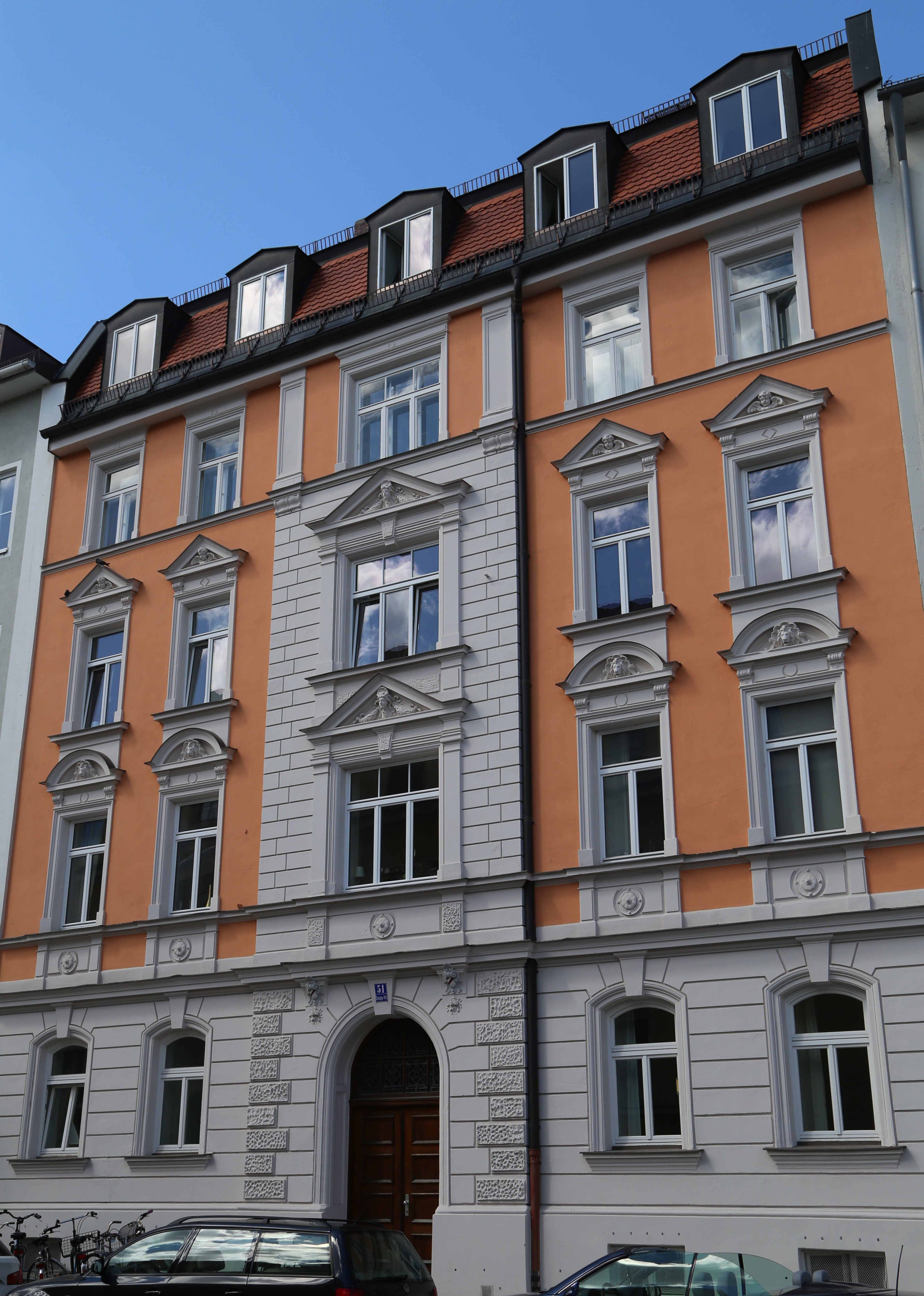
Neurenaissance-Wohnhaus in der Königinstr. 51
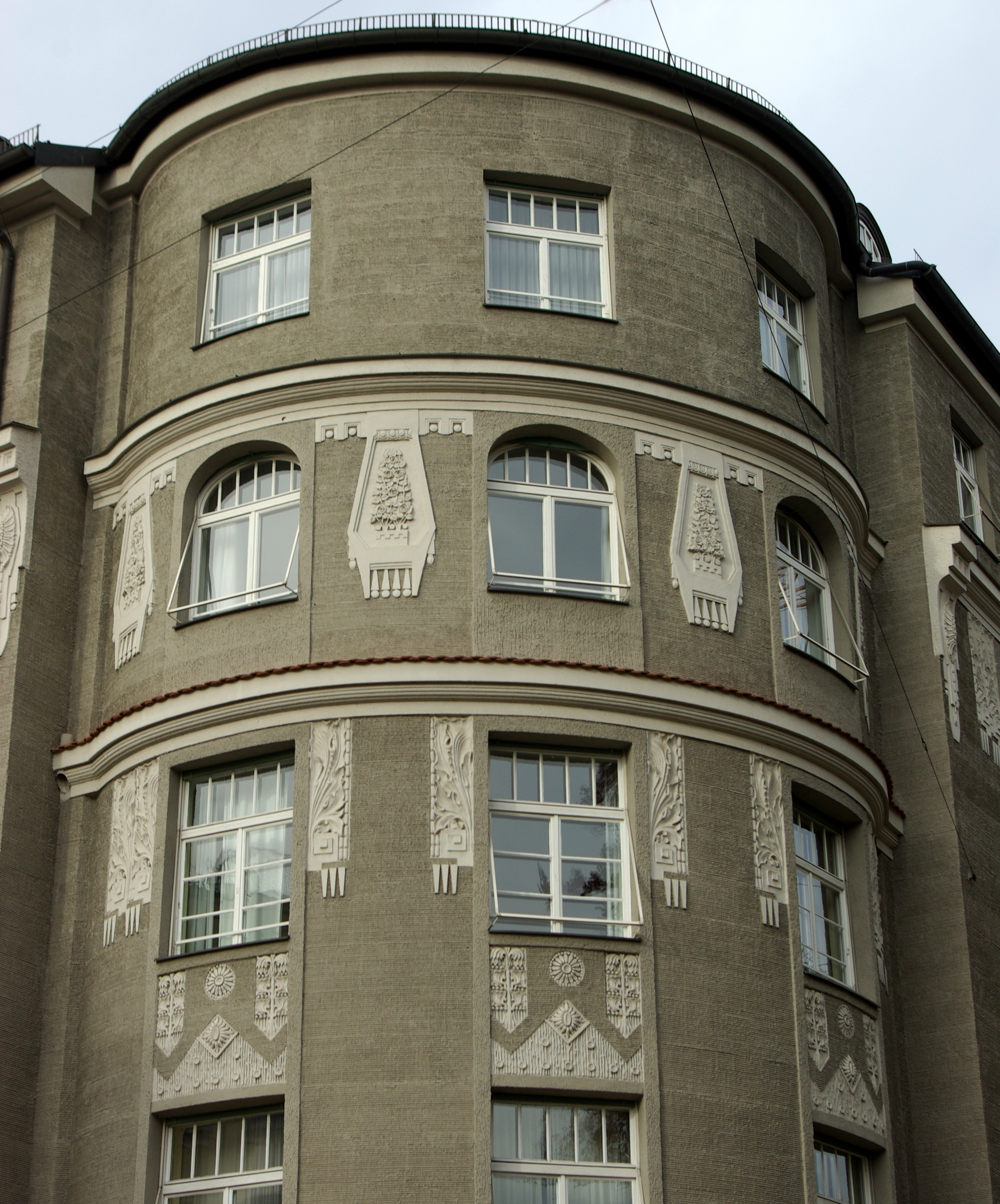
Königinstraße 85 (zu Ensemble Ohmstraße gehörend)